# Судовий нагляд
Судовий нагляд — діяльність судової влади з перевірки законності дій і рішень усіх гілок державної влади. У межах своїх повноважень суди можуть ухвалювати рішення про скасування актів законодавчої і виконавчої влади, ґрунтуючись на чинній конституції і законодавстві. Судовий нагляд є одним із засобів стримувань і противаг у розподілі влади: влада судової системи слугує для нагляду за законодавчою і виконавчою владами, коли останні перевищують свої повноваження. Залежно від національного законодавства область дії судового нагляду в різних країнах може помітно відрізнятися.

## Загальні принципи
Судовий нагляд може бути зрозумілим у контексті двох різних, але паралельних, правових системах, цивільного права і загального права, а також дві різні теорії демократії про те, яким чином уряд має бути організований з урахуванням принципів і доктрин законодавчих переваг і поділу влади.
По-перше, дві правові системи, цивільне право і загальне право, мають різні уявлення про судовий нагляд. Судді загального права розглядаються як джерела права, здатні створювати нові правові принципи, а також здатні відкидати правові принципи, що втратили чинність. У цивільно-правовій традиції, суддів розглядають, як тих, хто застосовує закон, не маючи можливості створювати (або знищувати) правові принципи.
По-друге, ідея поділу влади — це ще одна теорія про те, як повинен бути організований уряд демократичного суспільства. На відміну від законодавчої переваги, ідея поділу влади вперше була введена бароном де Монтеск'є; це було пізніше закріплено у США за рішення Верховного Суду у справі Марбері проти Медісона під головуванням Джона Маршалла. Поділ влади ґрунтується на ідеї, що жодна гілка влади не повинна мати можливості панувати над будь-якою іншою без належної правової процедури; кожна гілка влади повинна перевіряти повноваження інших гілок влади, тим самим створюючи регулюючий баланс між усіма гілками влади. Ключем до цієї ідеї є стримування і противаги. У США судовий нагляд є ключовим способом перевірити повноваження двох інших гілок влади судової системи.
Відмінності у організації «демократичних» товариств призвело до різних точок зору судового розгляду з суспільством заснованого на загальному праві і з тими, хто наголошує поділ влади з використовуванням судового нагляду. Тим не менш, у багатьох країнах, чиї правові системи засновані на ідеї верховенства законодавчої влади, дізналися про можливі небезпеки та обмеження довіривши владу виключно до законодавчої гілки влади. У багатьох країнах з цивільно-правової системи прийняло форму судового нагляду, щоб зупинити тиранію більшості.
Ще одна причина, чому судовий нагляд слід розуміти в контексті розвитку двох різних правових систем (цивільне і загальне право) і двох теорій демократії (законодавча влада і розподіл влади) полягає у тому, що в деяких країнах системи загального права не мають судового нагляду основного законодавства. Хоча система загального права присутня у Сполученому Королівстві, але країна як і раніше має сильну прихильність до верховенства законодавчої влади; отже, судді у Великій Британії не мають права скасовувати закони. Однак, оскільки Велика Британія стала членом Європейського Союзу, спостерігається протиріччя між тенденцією до законодавчої влади і до правової системи ЄС, що зокрема дає Суду Справедливості Європейського Союзу повноваження судового нагляду.

### Адміністративні акти
Більшість сучасних правових систем дозволяють суду розгляд адміністративних актів (рішення державних органів, наприклад рішення про надання субсидії або відкликати вид на проживання). У більшості систем це також включає у себе огляд вторинного законодавства (юридично обов'язкові правила загального застосування прийнятих адміністративними органами). Деякі країни (зокрема Франція і Німеччина) запровадили систему адміністративних судів, які призначені для вирішення спорів між представниками громадськості та адміністрації. В інших країнах (включаючи Сполучені Штати та Сполучене Королівство) судовий контроль здійснюється за допомогою звичайних цивільних судів, хоча це може бути делеговано спеціалізованими колегіями цих судів (наприклад, адміністративний суд у Вищому суді Англії та Уельсу). США використовує змішану систему, у якій деякі адміністративні рішення перевіряються в Окружних судах Сполучених Штатів (які є загальними судами першої інстанції), деякі з них розглянуті безпосередньо Апеляційними судами Сполучених Штатів, а інші розглядаються спеціалізованими трибуналами, такі, як Апеляційний суд Сполучених Штатів Вимог Ветеранів (який, незважаючи на свою назву, не є технічно частиною Федеральної судової влади). Перш ніж прохання про судовий перегляд адміністративного акта подається до суду, повинні бути виконані визначені попередні умови (наприклад, самостійна скарга до влади). У більшості країнах суди застосовують особливі процедури по адміністративних справах.

### Основне законодавство
Існує три основні підходи до судової перевірки конституційності основного законодавства, тобто законів, прийнятих безпосередньо виборним законодавчим органом:

#### Без розгляду будь-яких судів
Деякі країни не допускають розгляд законності основного законодавства. У Сполученому Королівстві статут не може бути скасовано відповідно до доктрини парламентського суверенітету. Інший приклад — Нідерланди, де Конституція прямо забороняє судам виносити рішення з питання про конституційність законів.

#### Розгляд загальними судами
У ряді країн судовий нагляд за законодавчою владою можуть здійснювати будь-які суди, що володіють необхідним статусом, при цьому Верховний суд країни грає роль вищої наглядової інстанції. У США судовий нагляд відноситься перш за все до розгляду конституційності законів, особливо Верховного Суду США. Це проводилося у разі Марбери проти Медисона, який постав перед Верховним судом у 1803 році. Аналогічна система була також прийнята в Австралії.

#### Розгляд спеціалізованого суду
У 1920 році, Чехословаччина першою прийняла систему судового контролю, що зосереджувалася в окремому уповноваженому органі, Конституційному Суду — як пише Ганс Кельзен, провідний юрист того часу. Ця система була прийнята пізніше в Австрії і стала відома як Австрійська система, яка застосовується в ряді інших країн, зокрема в Україні. В цих системах, інші суди не компетентні у питанні про конституційність основних законів; однак, вони часто можуть ініціювати процес розгляду Конституційного Суду.
Росія застосовує змішану модель судів всіх рівнів (за типом США), як федеральних, так і державних, що уповноважені розглядати основне законодавство та оголошувати його конституційність, але, як і в Чехії, існує також Конституційний суд. Різниця полягає в тому, що у першому випадку, рішення про адекватність цього закону до Конституції Російської Федерації тільки пов'язує сторони в судовому процесі; у другому — рішення суду повинно супроводжуватися суддями та державними службовцями всіх рівнів.

## У певних юрисдикціях
| - Албанія - Білоруська Республіка - Болгарія - Гонконг - Данія - Ірландія - Канада | - Малайзія - Німеччина - Нова Зеландія - Південно-Африканська Республіка - Російська Федерація - Румунія - Словацька Республіка | - Англія і Уельс, Сполучене Королівство - Шотландія, Сполучене Королівство - Сполучені Штати Америки - Україна - Хорватія - Чехія - Швеція |